# Kazimierz Szczerba
Kazimierz Wiesław Szczerba, född den 4 mars 1954, är en polsk boxare som tog OS-brons i lätt welterviktsboxning 1976 i Montréal och sedan OS-brons i welterviktsboxning 1980 i Moskva. Vid det senare mästerskapet förlorade han semifinalen mot John Mugabi med 2-3.